# متنزه كوسيوسكو الوطني
متنزه كوسيوسكو الوطني (بالإنجليزية: Kosciuszko National Park) متنزه وطني يحتوي على جبل كوسيوسكو أعلى قمة جبلية في أستراليا، الذي سمي المتنزه باسمه. كما تحتوي على مزيج من الجبال الوعرة والبرية، وتتميز بمناخ ألبي، مما يجعلها تحظى بشعبية بين المتزلجين وهواة البرية.
يقع المتنزه في الركن الجنوبي من نيو ساوث ويلز، 354 كـم (220 ميل) جنوب غرب سيدني.
في 7 نوفمبر 2008، أُضيف المنتزه إلى قائمة التراث الوطني الأسترالي واحدًا من إحدى عشرة منطقة تشكل ما يسمى متنزهات ومحميات الألبية الأسترالية ‏.

## التاريخ

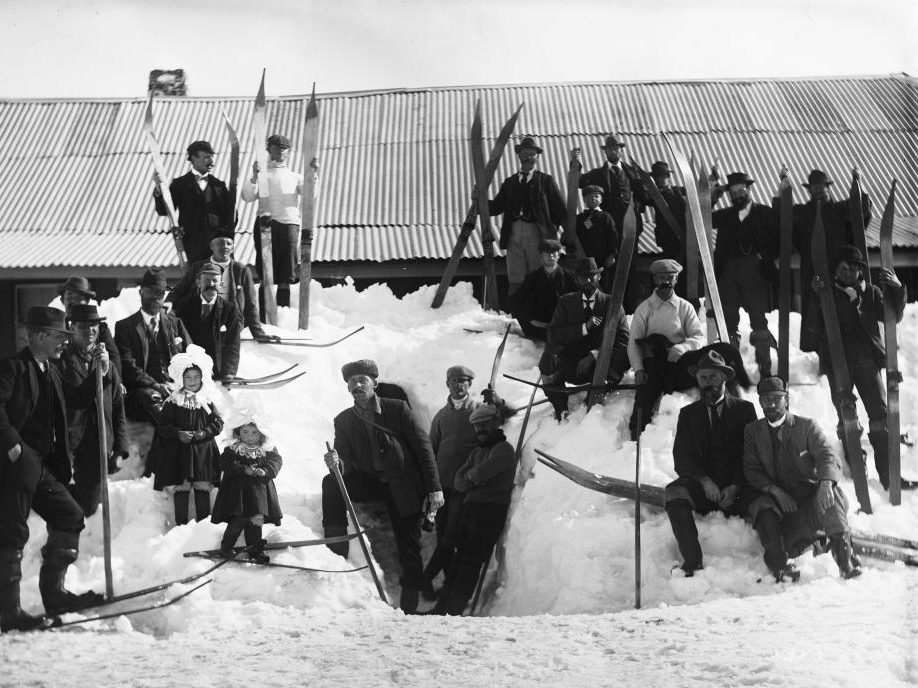
كرنفال (حذاء كياندرا سنو) عام 1900

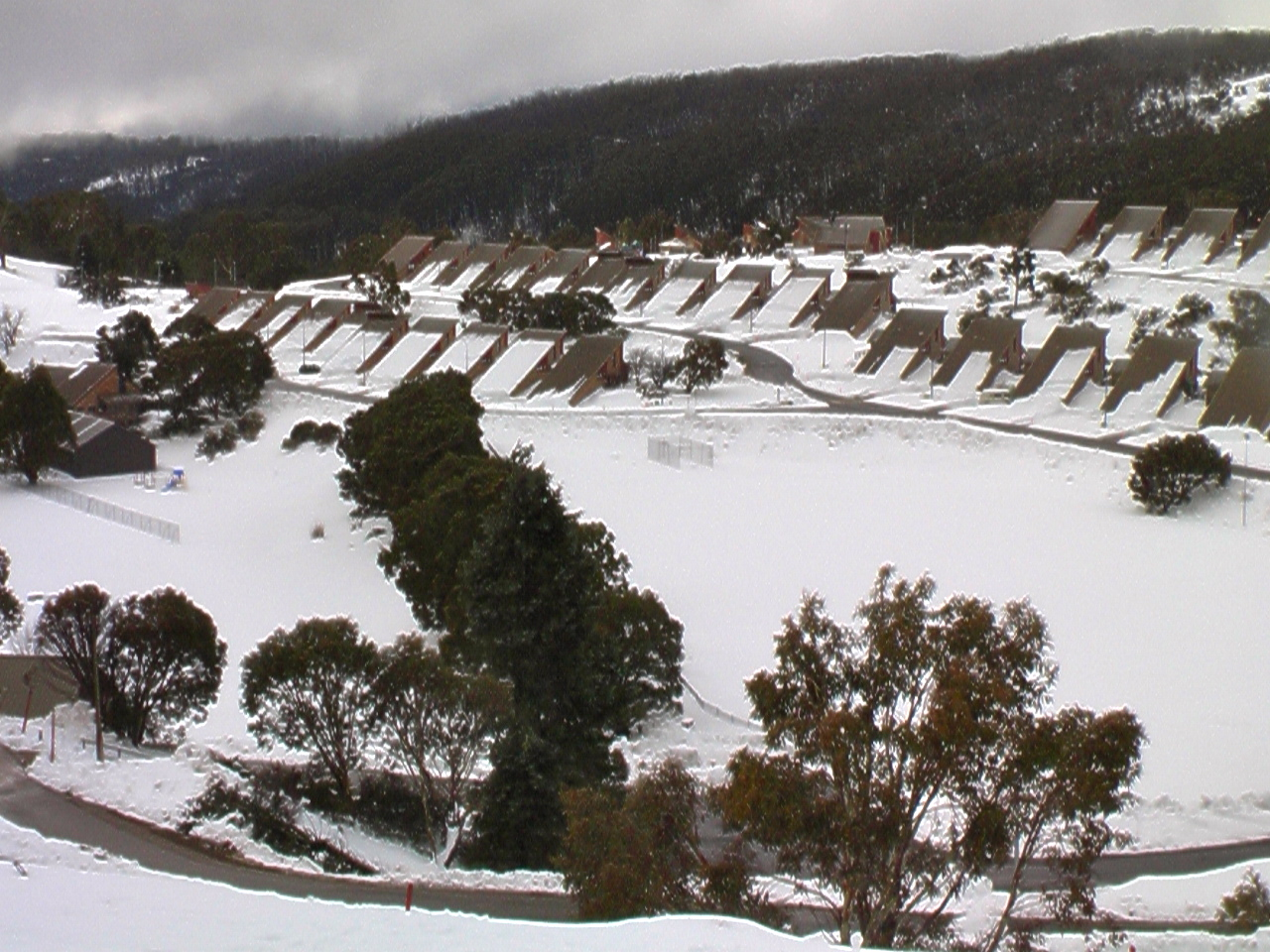
مدينة كابرامورا، أعلى مدينة في أستراليا.

تجمعت مجموعات متعددة من السكان الأصليين في الجزء الجنوبي من نيو ساوث ويلز في منطقة جبال الألب الأسترالية في الصيف في رحلة حج سنوية إلى جبال بوجونج وجبال سنووي.
استكشفت الأوروبيون المنطقة في عام 1835، وفي عام 1840، صعد إدموند سترزيليكي إلى جبل كوسيوسكو وأطلق عليه اسم القائد العسكري البولندي تاديوش كوسيوسكو. وفي القرن ذاته، كان الموقع يعج بعمال مناجم الذهب الذي أقاموا مستعمرة تدعى كينادرا وبلغت ذورتها عندما أصبح عدد سكانها 8000 نسمة. ومنذ أن غادر آخر ساكنيها في عام 1974، أصبحت كياندرا مدينة أشباح من الأنقاض والحفريات المهجورة. في القرن العشرين، تحولت الى مركز للتزلج.

## مناخ
تشهد المناطق العليا من المنتزه مناخًا جبال الألب وهو أمر غير معتاد في البر الرئيسي لأستراليا. ومع ذلك، فإن القمم الجبلية الرئيسية فقط هي التي تشهد تساقط الثلوج الشتوية الكثيفة.
سجلت محطة المناخ في شارلوت باس أدنى درجة حرارة في أستراليا عند −23 °م (−9 °ف) في 28 يونيو 1994.

## الحيوانات
توجد العديد من الأنواع النباتية والحيوانية النادرة أو المهددة بالانقراض داخل حدود المنتزه.
متنزه كوسيوسكو موطن لضفدع الموالي وهو واحد من أكثر الأنواع المهددة بالانقراض في أستراليا. وكذلك الأبوسوم الجبلي المهدد بالانقراض.
هناك أيضًا أعداد كبيرة من الحيوانات البرية في المنتزه، بما في ذلك الخيول البرية. التي تزايدت أعدادها تدريجياً حتى أصبحت تمثلا مشكلة للمتنزه ووجب التخلص منها عن طريق قتلها أو إعادة توطينها في أماكن نائية. من الصعب أيضًا التأكد من العدد الفعلي للخيول داخل المتنزه مع تقديرات تتراوح من 1700 في عام 2008 بزيادة 300 كل عام ، و 7679 في عام 2009، ومن 2500 إلى 14000 في 2013-2014. في عام 2016، قدر عددها بـ 6000. بحلول عام 2019، وجد أن هذا الرقم قد تضاعف ليصل إلى 25000. فيما قدر مسح أجري عام 2020 الرقم بـ 14380.